# أوليف كيتريدج (مسلسل قصير)
أوليف كيتريدج (بالإنجليزية: Olive Kitteridge)‏ هوَ مسلسل دراما أمريكي قصير مكوّن من 4 حلقات من إنتاجات HBO عام 2014، مبنيّ على رواية تحمل نفس الاسم للروائية الأمريكية إليزابيث ستراوت، تقع أحداثه في ولاية مين. يروي المسلسل قصّة المعلّمة في المدرسة المتوسّطة أوليف كيتريدج ومعاناتها في الحياة، ويُركّز على علاقاتها بمرور السنين وتطوّر شخصيّتها خلال الـ25 سنة من حياتها، وينقسم المسلسل لأربعة أجزاء، كل قسم منها يُصوّر زمناً مُعيّن في حياتها. المسلسل من بطولة فرانسيس مكدورماند في الشخصيّة الرئيسية، وريتشارد جينكينز بدور هنري زوج أوليف.
عُرِض المسلسل لأول مرة في الولايات المتحدة في 2 نوفمبر 2014، حيث عُرِضَ على قناة HBO التي عرضت في اليوم الأول حلقتين مُتتاليتين وفي اليوم التالي عرضت الحلقتين الأخريتين. كما عُرِض على قناة Sky Atlantic في المملكة المتحدة. وحصل المسلسل على تقييم إيجابي من النُقّاد بشكلٍ عام، وخلال حفل جوائز الإيمي برايم تايم الـ67، حاز المسلسل على ثماني جوائز بما فيها جائزة أفضل مسلسل قصير وأفضل إخراج لمسلسل قصير.

## تقديم
أوليف كيتريدج امرأة في مُنتصف العمر، وأستاذة رياضيات في مدرسةٍ متوسّطة. وهي صارمة مع الجميع كما أنّها باغضة للبشريّة بشكلٍ عام. تعيش مع زوجها اللطيف هنري الذي يملك صيدلية في المدينة، وابنها المثير للمشاكل كريستوفر الذي كَبُر وصار مُتخصّصاً في علاج الأرجل، يعيشون في مدينةٍ خياليّة تُدعى كروسبي في ولاية مين. خلال الـ25 سنة من حياة أوليف تختبر عدّة مشاعر تمرّ عليها كالاكتئاب والفقدان والغيرة والاحتكاك مع الناس.

## طاقم العمل
- فرانسيس مكدورماند بدور أوليف كيتريدج.
- ريتشارد جينكينز بدور هنري كيتريدج.
- زوي كازان بدور دينيس ثيبودياو.
- روزماري ديويت بدور راشيل كولسون.
- مارثا وينرايت بدور أنجيلا أوميرا.
- جون غالاغر جونيور بدور كريستوفر كيتريدج (البالغ).
- ديفين درويد بدور كريستوفر كيتريدج (بعمر الـ13).
- كوري مايكل سميث بدور كيفن كولسون (البالغ).
- جون مولن بدور كيفن كولسون (بعمر الـ13).
- آن دود بدور بوني نيوتن.
- جيسي بليمنز بدور جيري مكارثي.
- بيل موري بدور جاك كينيسون.
- بيتر مولان بدور جيم أوكايسي.
- راشيل بروسناهان بدور باتي هاو.
- برادي كوربيت بدور هنري ثيبودياو.
- ماريان أوربانو بدور ليندا كينيسون.
- ليبي وينتر بدور سوزان.
- باتريشيا كاليمبر بدور جويس.
- أودري ماري أندرسون بدور آن.
- دونا ميتشل بدور لويز لاركن.
- فرانك ل. ريدلي بدور السيد ثيبودياو.

## الاستقبال الجماهيري

### آراء النُقّاد
نال مسلسل أوليف كيتريدج مديحاً من النُقّاد وآراءً إيجابيّة، خاصّة فيما يخص الكتابة والتصوير السينيمائي والإخراج، كما مدحوا أداء فرانسيس مكدورماند في الشخصيّة الرئيسية، بجانب النجوم المشاركين في العمل. وقد حصل على «شهادة طازج» في موقع روتن توميتوز بنسبة 96% اعتماداً على 46 تقييماً وبدرجة 8.4 من 10. وفي موقع ميتاكريتيك حاز المسلسل على درجة 89 من 100 بناءً على 34 تقييماً.

### الجوائز
نال المسلسل على العديد من الترشيحات والجوائز. بما في ذلك ترشيحات لجائزة غولدن غلوب 2015، حيث رُشّحت مكدوماند لنيل جائزة أفضل تمثيل عن دورها. وقد فاز المسلسل بـ8 جوائز إيمي برايم تايم في الدورة الـ67 وهي جائزة أفضل مسلسل قصير، وجائزة أفضل ممثل وممثلة في مسلسل قصير والتي ذهبت لكل من ريتشارد جينكينز وفرانسيس مكدورماند، وجائزة أفضل ممثل مساعد لـ بيل موري، وجائزة أفضل إخراج وأفضل كتابة.

## روابط خارجية
- أوليف كيتريدج على موقع IMDb (الإنجليزية)
- أوليف كيتريدج على موقع ميتاكريتيك (الإنجليزية)
- أوليف كيتريدج على موقع الموسوعة البريطانية (الإنجليزية)
- أوليف كيتريدج على موقع روتن توميتوز (الإنجليزية)
- أوليف كيتريدج على موقع ليتربوكسد (الإنجليزية)
- أوليف كيتريدج على موقع كينوبويسك (الروسية)
- أوليف كيتريدج على موقع ألو سيني (الفرنسية)
- أوليف كيتريدج على موقع قاعدة بيانات الفيلم (الإنجليزية)